# Paral·lel 72° sud
El paral·lel 72° sud és una línia de latitud que es troba a 72 graus sud de la línia equatorial terrestre. Travessa l'oceà Antàrtic i l'Antàrtida.

## Geografia
En el sistema geodèsic WGS84, al nivell de 72° de latitud sud, un grau de longitud equival a 34,504 km; la longitud total del paral·lel és de 12.421 km, que és aproximadament 31,0% de la de l'equador, del que es troba a 7.992 km i a 2.010 km del pol Sud

## Arreu del món
A partir del Meridià de Greenwich i cap a l'est, el paral·lel 72° sud passa per: 
| Coordenades                               | País. Territori o mar | Notes |
| ----------------------------------------- | --------------------- | --- |
| 72° 0′ S, 0° 0′ E / 72.000°S,0.000°E      | Antàrtida             | Terra de la Reina Maud, reclamat per Noruega · Territori Antàrtic Australià, reclamat per Austràlia · Terra Adèlia, reclamat per França · Territori Antàrtic Australià, reclamat per Austràlia · Dependència de Ross, reclamat per Nova Zelanda |
| 72° 0′ S, 170° 38′ E / 72.000°S,170.633°E | Oceà Antàrtic         | |
| 72° 0′ S, 102° 15′ O / 72.000°S,102.250°O | Antàrtida             | Illa de Thurston – territori no reclamat |
| 72° 0′ S, 95° 36′ O / 72.000°S,95.600°O   | Oceà Antàrtic         | Mar de Bellingshausen |
| 72° 0′ S, 74° 21′ O / 72.000°S,74.350°O   | Antàrtida             | Illa d'Alexandre I i Península Antàrtica - reclamat per Argentina, Xile i Regne Unit (reclamacions sobreposades) |
| 72° 0′ S, 60° 5′ O / 72.000°S,60.083°O    | Oceà Antàrtic         | Mar de Weddell |
| 72° 0′ S, 14° 33′ O / 72.000°S,14.550°O   | Antàrtida             | Terra de la Reina Maud, reclamat per Noruega |